# Municipio de Swift Creek (condado de Pitt)
Swift Creek Township es municipio del condado de Pitt, Carolina del Norte, Estados Unidos. Según el censo de 2020, tiene una población de 1634 habitantes.
Es una subdivisión exclusivamente geográfica, por cuanto el estado de Carolina del Norte ya no utiliza la herramienta de los townships como gobiernos municipales.

## Geografía
Está ubicado en las coordenadas 35°25′36″N 77°18′29″O / 35.42667, -77.30806 (35.426674, -77.307962).